# 于新文
于新文（1962年10月—），男，山东文登人，中华人民共和国政治人物，曾任中国气象局副局长。

## 生平
1984年毕业于南京气象学院气象系天气动力专业，获理学学士学位，同年进入新疆维吾尔自治区气象台工作，历任预报员、遥感科副科长、计划财务处副处长、局长助理、副局长等职。1999年曾在加拿大遥感中心担任访问学者。2001年调至中央，历任中国气象局计划财务司副司长、司长。2007年11月，任中国气象局办公室（应急管理办公室）主任。2009年毕业于南京信息工程大学气象学专业，获理学博士学位。2011年1月，任中国气象局党组成员、副局长。2022年12月28日，不再任副局长职务。